# Aszódi Sámuel
Aszódi Sámuel, Aszódi S. Sámuel (Seitleben Sámuel) (Aszód, 1844 – Budapest, 1876. november 16.) újságíró, lapszerkesztő.

## Élete
Szegény szülőktől származott; tanulmányait a szarvasi kollégiumban kezdte, majd a pesti egyetemen folytatta. A Magyar Hiradó című lap újságírója volt.

## Munkái
- Szünnapok. Beszélyek és szinművek az ifjuság számára. 2 kötet. Pest, 1868.
- Magyar köszöntő mindennemű alkalomra és mindenki számára. Bpest, 1874.

Szerkesztette a Kis Ujságot mint tulajdonos 1870. október 1-december 25 között; Kis Tükör gyermeklapot 1872. április 7-étől 1873. március 30-áig; Tükör-Naptárt 1873-ra a tanuló ifjuság számára.